# Ogcocephalus pantostictus
Ogcocephalus pantostictus är en fiskart som beskrevs av Bradbury, 1980. Ogcocephalus pantostictus ingår i släktet Ogcocephalus och familjen Ogcocephalidae. Inga underarter finns listade i Catalogue of Life.